# Rachida Torchi
Pour les articles homonymes, voir Torchi (homonymie).
Rachida Torchi, née le 4 octobre 1984, est une haltérophile algérienne.

## Carrière
Rachida Torchi est médaillée de bronze à l'arraché dans la catégorie des moins de 69 kg aux championnats d'Afrique 2013 à Casablanca.